# Anton Jugow
Anton Tanew Jugow (auch Anton Tanev Yugov geschrieben, bulgarisch Антон Танев Югов; * 28. August 1904 in Karasuli, Griechenland; † 6. Juli 1991 in Sofia) war ein bulgarischer Politiker und ehemaliger Ministerpräsident.

## Leben

### Funktionär und Widerstandskämpfer im Zweiten Weltkrieg
Jugow schloss sich 1928 der 1923 gegründeten Bulgarischen Arbeiterpartei an. Von 1934 bis 1936 befand er sich zur Weiterbildung in der Sowjetunion. Nach seiner Rückkehr wurde er 1937 in das Politbüro der Arbeiterpartei gewählt, die sich 1938 mit der Bulgarischen Kommunistischen Partei (BKP) zusammenschloss.
Während des Zweiten Weltkrieges war er aktives Mitglied der kommunistischen Widerstandsbewegung gegen die pro-deutsche Regierung von Bogdan Filow. Nach dem erfolgreichen Putsch der Vaterländischen Front vom 9. September 1944 wurde er zum Innenminister in die Regierung von Kimon Georgiew berufen, der er bis zum 23. November 1946 angehörte. Zugleich war er bis 1946 Abgeordneter.

### Volksrepublik Bulgarien
Als Innenminister nahm er somit an der Gründung der Volksrepublik Bulgarien am 15. September 1946 teil. Sein Amt als Innenminister behielt er auch während Regierung von Georgi Dimitrow bis zum 2. Juli 1949. 1946 wurde er erneut zum Abgeordneten gewählt und dann später von der ersten Wahlperiode 1950 bis zur vierten Wahlperiode 1964 der Großen Nationalversammlung an.
Am 20. Juli 1949 wurde er in der Regierung von Ministerpräsident Wassil Kolarow zum Minister für Industrie und Bergbau ernannt. Als solcher war er bis zum 16. Januar 1954 auch Mitglied der Regierung des stalinistischen Ministerpräsidenten Wulko Tscherwenkow. Anschließend wurde er unter diesem einer der Stellvertretenden Ministerpräsidenten.
Nach dem erzwungenen Rücktritt von Tscherwenkow wurde Jugow am 17. April 1956 selbst zum Vorsitzenden des Ministerrates ernannt.
Als solcher setzte er einen Reformprozess zur Entstalinisierung in Gang. Darin wurde insbesondere durch den 1954 gewählten Ersten Sekretär des Zentralkomitees (ZK) der BKP, Todor Schiwkow unterstützt. Nach den Wahlen zur Großen Nationalversammlung wird er am 15. März 1962 noch in seinem Amt als Vorsitzender des Ministerrates bestätigt. Auf dem VIII. Parteitag der BKP, der im November 1962 stattfand, wurde ihm zusammen mit Tscherwenkow parteischädigendes Verhalten vorgeworfen und er am 27. November 1962 aller Partei- und Regierungsämter enthoben. Tatsächlicher Grund für seine Entlassung waren jedoch seine Kritik an der Wirtschaftspolitik Schiwkows sowie dessen Unterstützung der sowjetischen Haltung von Nikita Chruschtschow während der Kubakrise.
Erst 1990 erfolgte auf dem letzten Parteitag der BKP seine Rehabilitation.